# Варвара (Трофимова)
Игуменья Варвара II (эст. Iguumenja Varvara, в миру Валентина Алексеевна Трофимова; 17 августа 1930, Чудово, Ленинградская область — 8 февраля 2011, Пюхтицкий монастырь, Эстония) — монахиня Русской православной церкви, настоятельница ставропигиального Пюхтицкого монастыря.

## Биография
Родилась 17 августа 1930 года в городе Чудово (ныне — Новгородской области) в верующей семье. О своём детстве вспоминала: «И родители мои, и все родственники были людьми глубоко верующими. Отец работал мастером на местном стекольном заводе, а мама воспитывала семерых детей. От природы она обладала красивым голосом, и привила и нам, детям, любовь к храму и церковному пению. В нашем роду все были певчие — и тёти, и дяди были голосистые, а дядя Фёдор Иванович Поляков до войны был регентом церковного хора. Соберутся все гости к нам, начнут петь, люди останавливаются у наших окон послушать и просят спеть ещё. Я была младшей в семье, старшие сёстры вышли замуж, а я все с мамой — она поёт в церковном хоре, и я с ней».
С началом войны семья эвакуировалась в Кировскую область. После войны жила в городе Луга Ленинградской области, где получила среднее образование, а также пела и читала в Казанской церкви.
Закончив после школы бухгалтерские курсы, работала на почте счетоводом.
1 августа 1952 года поступила послушницей в Пюхтицкий монастырь.
В 1955 году переведена в Вильнюс, в Виленский Марие-Магдалининский женский монастырь под руководство опытной игумении Нины (Баташевой), где 5 марта 1958 года была пострижена в монашество с именем Варвара.
Несла канцелярское послушание письмоводителя, помощницы казначеи, принимала участие в ремонтно-строительных работах по восстановлению виленского Мариинского монастыря.
3 января 1968 года указом Патриарха Московского и всея Руси Алексия I монахиня Варвара (Трофимова) была назначена настоятельницей Пюхтицкого монастыря.
18 января 1968 года архиепископ Таллинский и Эстонский Алексий (Ридигер) в Александро-Невском соборе Таллина возвел монахиню Варвару в сан игумении, а на следующий день, 19 января, в Пюхтицах вручил ей игуменский жезл. В Свято-Троицкой Сергиевой лавре Святейший Патриарх Алексий I возложил на неё наперсный крест. Игуменья Варвара стала третьей строительницей обители.
Член Поместного собора Русской православной церкви 1990 года от Таллинской епархии. В январе 2009 года приняла участие работе Поместного Собора Русской православной церкви (в числе игумений других женских ставропигиальных монастырей).
26 ноября 2010 года приняла постриг в великую схиму.
Игуменья Варвара служила настоятельницей Пюхтицкого монастыря на протяжении более 43 лет до своей смерти в 2011 году. Похоронена в монастыре.
Её заслуги в управлении монастырём высоко ценились митрополитом Таллиннским и всея Эстонии Корнилием.
Жизнеописанию Варвары (Трофимовой) посвящена книга «Игумения за святое послушание», изданная Пюхтицким Успенским ставропигиальным женским монастырём в 2014 году.